# Lucius Malfidus
Lucius Malfidus (Engels: Lucius Malfoy) is een figuur uit de serie boeken rond de tovenaarsleerling Harry Potter van de Engelse schrijfster Joanne Rowling.
Lucius Malfidus is de vader van Harry's aartsrivaal Draco Malfidus. Hij is getrouwd met Narcissa Zwarts, een nicht van Sirius Zwarts, Harry's peetvader. Lucius Malfidus is een trouwe Dooddoener en was een groot aanhanger van Heer Voldemort. Toen deze verslagen werd, beweerde Malfidus echter dat hij onder invloed had gestaan van de Imperius-vloek en dat hij "het allemaal niet zo bedoeld had". Hoewel veel mensen hier niets van geloofden wist hij, dankzij royale donaties aan het Ministerie van Toverkunst, aan het tovenaarsziekenhuis en aan verschillende mensen, toch uit de tovenaarsgevangenis Azkaban te blijven.
Hij woont in een groot landhuis, Villa Malfidus, samen met zijn vrouw Narcissa en hun zoon Draco.

## Trots op volbloed
Lucius Malfidus was trots dat hij een volbloed tovenaar was en vond daarom iedereen die dat niet was, vooral tovenaars met een of meer Dreuzelouders, onwaardig. Hij heeft daarom ook een gruwelijke hekel aan Meneer Wemel en diens wetten om Dreuzels te beschermen. Als het aan Malfidus had gelegen waren alle Dreuzels allemaal uitgeroeid. Net als bijna elke Dooddoener zat ook Lucius bij Zwadderich, toen hij op de toverschool Zweinstein zat. Hij was klassenoudste.

## Het complot met de Geheime Kamer
In het tweede jaar van zijn zoon Draco (en dus ook van Harry Potter), besloot Malfidus actie te ondernemen tegen het hoofd van Zweinstein, Albus Perkamentus, en tegen Arthur Wemel, die een nieuwe Dreuzelwet wilde invoeren. Hij ging de confrontatie aan met de Wemels, Harry en Hermelien in de winkel van Klieder & Vlek, die daar hun nieuwe schoolboeken aan het kopen waren. Hij stopte stiekem het dagboek van Marten Vilijn (hem ooit toevertrouwd door Heer Voldemort en naar later bleek een Gruzielement) in het Transfiguratie-boek van Ginny Wemel. Malfidus wist dat de ziel van de 16-jarige Marten, oftewel Voldemort, Ginny zou bezetten en de Geheime Kamer opnieuw zou openen, om de school te zuiveren van iedereen die geen volbloed tovenaar was. Wat Malfidus niet wist was dat dit dagboek een van de Gruzielementen van Voldemort was en dus een deel van diens ziel bevatte.
Hoewel verschillende studenten aangevallen werden ging het Malfidus niet snel genoeg. Dus besloot hij de leden van het schoolbestuur over te halen Albus Perkamentus voorwaardelijk te schorsen. Hiervoor maakte hij gebruik van omkoperij, chantage en bedreigingen. Uiteindelijk lukte dit en werd Perkamentus van school gehaald.
Wat Malfidus echter niet wist, was dat de ziel van Vilijn in het dagboek niet meer geïnteresseerd was in het zuiveren van de toverschool. Vilijn had van Ginny gehoord over Harry Potter, de jongen die zijn oudere versie verslagen had. Hij lokte Harry naar de Geheime Kamer, maar Harry doodde de basilisk en vernietigde het dagboek van Vilijn. Malfidus was woedend toen Perkamentus terugkeerde en stormde diens kamer binnen om hem hiermee te confronteren. Het schoolhoofd vertelde hem echter dat hij niet alleen op de hoogte was van Malfidus' bedreigingen aan het schoolbestuur, maar Harry Potter voegde daar ook nog eens aan toe dat hij wist hoe Malfidus het dagboek aan Ginny had "gegeven". Gelukkig voor Malfidus kon Perkamentus niets bewijzen, maar Perkamentus waarschuwde hem wel geen oude spullen van Voldemort meer weg te geven.
Toen Malfidus wegliep uit het kantoor van Perkamentus en zijn frustratie uitte op zijn huis-elf Dobby, kwam Harry hem achterna en gaf Malfidus het dagboek terug, waarin hij ongemerkt zijn rechtersok had verborgen. Lucius Malfidus gaf het boek onmiddellijk aan Dobby omdat hij er niets mee te maken wilde hebben. Harry liet hem echter merken dat hij wist dat Malfidus het dagboek bij Klieder en Vlek in Ginny's ketel had gestopt. Malfidus wees vervolgens alle schuld van zich af. Als Dobby het dagboek van Malfidus aanneemt ziet hij dat er een sok in zit. De sok is van Harry, maar omdat hij het boek (inclusief de sok) van zijn meester Lucius Malfidus gekregen heeft is Dobby vrij, want zijn meester heeft hem immers een kledingstuk gegeven (de enige manier waarop een huiself "bevrijd" kan worden is hem een kledingstuk te geven). Woedend omdat hij zijn huiself kwijt was viel Malfidus Harry aan, maar Dobby gebruikte zijn eigen magie en ontwapende Malfidus, die verslagen wegliep.

## Malfidus' praktijken
Lucius Malfidus houdt zich vooral bezig met het, soms onbewust, helpen van zijn zoon Draco. Zo wordt Draco vooral gerespecteerd en gevreesd omdat zijn vader een Dooddoener is. De invloed die Draco bij zijn mede-Zwadderaars heeft, heeft hij vooral te danken aan zijn vader. Zo werd hij in zijn tweede jaar Zoeker van het Zwerkbalteam van Zwadderich, omdat zijn vader het team zeven Nimbus-2001-bezems doneerde. Verder probeerde Lucius Hagrid te laten ontslaan, nadat een hippogrief tijdens diens eerste les Draco had aangevallen. Dankzij Perkamentus werd Hagrid niet ontslagen, maar Malfidus slaagde er wel in te regelen dat de hippogrief Scheurbek ter dood werd veroordeeld. Maar op mysterieuze wijze wist de hippogrief te ontsnappen, onder het oog van Albus Perkamentus, een beul genaamd Walter Vleeschhouwer en de Minister van Toverkunst, Cornelis Droebel.

## De hereniging met zijn meester
Door zijn zeer royale schenking aan het St. Holisto's Hospitaal voor Magische Ziektes en Zwaktes, werd Malfidus de gast van Cornelis Droebel, de Minister van Toverkunst op het WK Zwerkbal. Hij woonde dit evenement bij samen met zijn vrouw Narcissa en zoon Draco. De avond na de finale dronk Malfidus waarschijnlijk iets te veel, of wilde hij gewoon laten blijken dat er nog Dooddoeners op vrije voeten waren. Samen met een groep mensen nam hij het Dreuzel-gezin van meneer Rolvink gevangen en liet hen in de lucht zweven en de raarste houdingen aannemen. Altijd nog bang om herkend te worden droegen ze wel een kap en masker. Doordat steeds meer mensen zich bij hen aansloten, konden de tovenaars van het Ministerie niet bij hen in de buurt komen. Malfidus schrok echter toen opeens het Duistere Teken, het symbool van Voldemort, aan de hemel verscheen, en hij vluchtte.
Later dat jaar, op de avond van de derde opdracht van het Toverschool Toernooi, voelde Malfidus het Duistere Teken op zijn arm brandden, wat betekende dat de Heer van het Duister was teruggekeerd. Snel ging Malfidus naar het kerkhof voor een hereniging met zijn meester. Toen Voldemort hem en de andere Dooddoeners confronteerde met hun 13 jaar lange verraad, beweerde Malfidus dat hij constant waakzaam was geweest en dat hij zelfs bij de kleinste aanwijzing zich bij Voldemort zou hebben gevoegd. Dit moet gedeeltelijk waar zijn, omdat Voldemort een heel bedreven Legilimens is en dus kan zien wanneer iemand liegt.

## De Tweede Oorlog
Na de ontsnapping van Harry Potter aan Malfidus' meester, keerde Malfidus terug naar huis en opnieuw in de dienst van Voldemort. Het Ministerie weigerde Harry en Perkamentus te geloven, betreffende Voldemorts terugkeer. Dit bracht Malfidus in de perfecte positie om meer invloed te krijgen op het Ministerie, opnieuw door grote donaties. Hij spioneerde ook bij het Departement van Mystificatie, en sprak de Imperius-vloek uit over Placidus Pais, een Verbloemist die op dat Departement werkte. Malfidus wilde Pais de Profetie voor Voldemort laten stelen, maar de Profetie kon alleen meegenomen worden door mensen waar de profetie over ging, in dit geval Harry en Voldemort. De schok die Pais kreeg toen hij Profetie aanraakte verbrak de Imperius-vloek gedeeltelijk. Hierdoor belandde Pais in het St. Holisto. Tegen de tijd dat hij weer goed kon praten, en alles kon vertellen, rond kerst, werd hem echter een plant bezorgd die een Duivelsstrik bleek te zijn en die hem doodde. Deze plant werd waarschijnlijk gestuurd door Lucius Malfidus, zodat Pais niets zou kunnen verraden.
Toen Voldemort zijn band met Harry Potter gebruikte om de jonge tovenaar en zijn vrienden naar het Departement van Mystificatie te lokken, kreeg Malfidus de leiding over een tiental Dooddoeners, met als doel de Profetie voor Voldemort te bemachtigen.
Harry was echter niet van plan de Profetie zomaar te geven en Malfidus durfde hem niet met geweld af te pakken, uit angst dat de Profetie stuk zou vallen. Hij begon op Harry in te praten, zich er niet van bewust dat deze een eigen plannetje beraamde. In het gevecht dat ontstond, raakte Malfidus Harry kwijt, maar drong hem in het nauw in de Kamer des Doods. Hij stond op het punt de Profetie te krijgen, toen leden van de Orde van de Feniks binnenvielen en zich in de strijd stortten. Tijdens het gevecht deed Malfidus een laatste poging de Profetie te bemachtigen, maar Remus Lupos kwam tussenbeide en de bol waarin de profetie zat viel op de grond en brak in stukken. Toen Perkamentus verscheen, maakte hij korte metten met de Dooddoeners en bond hen allemaal vast, inclusief Malfidus maar behalve Bellatrix van Detta, die ontsnapte samen met Voldemort. Toen de mensen van het Ministerie arriveerden werd Malfidus samen met de andere Dooddoeners naar het nu Dementorloze Azkaban gestuurd.
Volgens Perkamentus is Lucius beter af in Azkaban, want met het falen van het bemachtigen van de Profetie en het verliezen van een van Voldemorts Gruzielementen vier jaar eerder, zou Voldemort Lucius best weleens met de dood bestraft kunnen hebben.
Dit blijkt echter niet waar te zijn, want een jaar later kon hij dankzij Voldemort samen met de andere Dooddoeners ontsnappen en werd Villa Malfidus gebruikt als hoofdkwartier. Voldemort is uitermate boos op de Malfidussen door het falen van Lucius en ze zijn nu doodsbang voor hem. Lucius moet in het zevende boek zijn toverstok afgeven aan Voldemort, omdat die de stok nodig heeft tegen Harry Potter. In De Slag om Zweinstein vochten hij en zijn vrouw niet mee en maakten ze zich zorgen om hun zoon Draco. Wanneer Voldemort is verslagen zitten hij, Narcissa en Draco samen in een hoekje van de Grote Zaal.

## Stamboom
| Abraxas Malfidus |                 |                 |                 |                 |                 |                |                |                   |                 |                 |                 |                   |                   |                   |                   |                   |                   |
|                  |                 |                 |                 |                 |                 |                |                |                   |                 |                 |                 |                   |                   |                   |                   |                   |                   |
| Lucius Malfidus  | Lucius Malfidus | Lucius Malfidus | Lucius Malfidus | Lucius Malfidus | Lucius Malfidus |                |                | Narcissa Zwarts   | Narcissa Zwarts | Narcissa Zwarts | Narcissa Zwarts | Narcissa Zwarts   | Narcissa Zwarts   |                   |                   |                   |                   |
| Lucius Malfidus  | Lucius Malfidus | Lucius Malfidus | Lucius Malfidus | Lucius Malfidus | Lucius Malfidus |                |                | Narcissa Zwarts   | Narcissa Zwarts | Narcissa Zwarts | Narcissa Zwarts | Narcissa Zwarts   | Narcissa Zwarts   |                   |                   |                   |                   |
|                  |                 |                 |                 |                 |                 |                |                |                   |                 |                 |                 |                   |                   |                   |                   |                   |                   |
|                  |                 |                 |                 | Draco Malfidus  | Draco Malfidus  | Draco Malfidus | Draco Malfidus | Draco Malfidus    | Draco Malfidus  |                 |                 | Astoria Goedleers | Astoria Goedleers | Astoria Goedleers | Astoria Goedleers | Astoria Goedleers | Astoria Goedleers |
|                  |                 |                 |                 | Draco Malfidus  | Draco Malfidus  | Draco Malfidus | Draco Malfidus | Draco Malfidus    | Draco Malfidus  |                 |                 | Astoria Goedleers | Astoria Goedleers | Astoria Goedleers | Astoria Goedleers | Astoria Goedleers | Astoria Goedleers |
|                  |                 |                 |                 |                 |                 |                |                |                   |                 |                 |                 |                   |                   |                   |                   |                   |                   |
|                  |                 |                 |                 |                 |                 |                |                | Scorpius Malfidus |                 |                 |                 |                   |                   |                   |                   |                   |                   |